# Microregione di Amparo
Amparo è una microregione dello Stato di San Paolo in Brasile, appartenente alla mesoregione di Campinas.

## Comuni
Comprende 8 municipi:
- Águas de Lindóia
- Amparo
- Lindóia
- Monte Alegre do Sul
- Pedra Bela
- Pinhalzinho
- Serra Negra
- Socorro